# 안나 마리아 모차르트

1775년의 초상화

안나 마리아 발부르가 모차르트(혼전성 페르틀(Pertl)), 독일어: Anna Maria Walburga Mozart, 1720년 12월 25일 ~ 1778년 7월 3일)는 레오폴트 모차르트의 아내이며 볼프강 아마데우스 모차르트의 어머니이다.
잘츠부르크 주교구의 장크트길겐(Sankt Gilgen) 출신이다. 국제적 명성이 있는 바이올린 교사와 결혼하였고, 아들이 대작곡가가 되었다. 그녀 자신이 음악의 재능을 타고났는지 어떤지는 확실하지 않다.
안나 마리아는 남편이 잘츠부르크 대사교로부터 외출 허가를 얻을 수 없었던 경우를 포함하여 몇 번이나 아들의 여행에 동행하였으며, 아들의 파리 원정에 동행하던 중 이국땅에서 원인 모를 이유로 객사하였다.

### 참고 문헌
- Solomon, Maynard (1995). 《Mozart: A Life》 1판. New York: HarperCollins. ISBN 978-0-06-019046-0. OCLC 31435799.